# نقابة عمال الفن
نقابة عمال الفن (بالإنجليزية: The Art Workers' Guild) هي منظمة تأسست عام 1884 على يد مجموعة من الرسامين والنحاتين والمهندسين المعماريين والمصممين البريطانيين المرتبطين بأفكار ويليام موريس وحركة الفنون والحرف اليدوية. سعت النقابة إلى تعزيز وحدة جميع الفنون، نافيةً التمييز بين الفنون الجميلة والفنون التطبيقية.  كما عارضت النقابة عملية تـَمْهَن الهندسة المعمارية التي كان يروج لها المعهد الملكي للمهندسين المعماريين البريطانيين في ذلك الوقت - اعتقادًا منها بأن ذلك سيثبط الإبداع في التصميم. ذكر ديفيد كراولي، من جامعة برايتون، في كتابه الصادر عام 1998 بعنوان مقدمة عن الطراز الفيكتوري، أن النقابة كانت القلب الواعي لحركة الفنون والحرف اليدوية. 

## التاريخ
لم تكن النقابة المنظمة الأولى التي تروج لوحدة الفنون. فقد سبق وجود منظمتين، ذي ففتين وجمعية سانت جورج للفن. وأتى مؤسسو النقابة من جمعية سانت جورج للفن. وكانوا خمسة مهندسين معماريين شباب من مكتب نورمان شو: دبليو. آر. ليثابي، وإدوارد شرايدر بريور، وإرنست نيوتن، وميرفين ماكارتني، وجيرالد سي. هورسلي، إضافة إلى صانع المعادن دبليو. إيه. إس. بنسون، والمصمم هيوود سمنر، والرسام سي. إتش. إتش. ماكارتني، والنحاتين هامو ثورنيكروفت وإدوارد أونسلو فورد،  والمهندس المعماري جون بيلشر. 
كان الدافع لتأسيس النقابة هو المعرض الصيفي في 1883 عند الأكاديمية الملكية للفنون، حيث تعرضت أمهات الفنون للإهمال بوضعهن على جدارين جانبيين في صالة عرض واحدة. وكتب إدوارد بريور في نوفمبر 1883 قائلاً إن الرسامين والنحاتين والمعماريين معرضون لخطر الاستقرار بشكل دائم في ثلاث مهن متميزة، غافلين عن أهداف بعضهم البعض. هناك حاجة إلى جمعية لاستعادة اتحادهم السابق مع بعضهم البعض ببرنامج للتماسك لا يقترحه الأكاديميون الملكيون تقريباً الآن، والذي رفضه معهد المهندسين المعماريين البريطانيين عمداً. وسُرعان ما دُعي آخرون للانضمام، بما فيهم أعضاء ذي ففتين لويس فورمان داي، وجورج بلاكول سيموندز، وجي. دي. سيدينغ، بالإضافة إلى المهندسين المعماريين سومرز كلارك، وجون توماس ميكلثويت، ودبليو. سي. مارشال، وباسيل شامنيز؛ والرسامين هيربرت غوستاف شمالتز، وألفريد بارسونز، وجون مكلور هاميلتون، وويليام آر. سيموندز، ونقاش الطباعة ثيودور بليك ويرغمان.
عُقد الاجتماع الأول في 18 يناير 1884 بفندق تشارينغ كروس مع بيلشر كرئيس، وبعد نقاش وافقوا على دعوة آخرين لتعزيز مزيد من التبادل بين الفنون. وُضعت عدة أسماء مقترحة منها: نقابة الفن بنسون، نقابة الفنون المرتبطة، نقابة عمال الفن، عمال الفن، وجمعية عمال الفن. دمج بريور أفكار الأسماء وقدم اسم نقابة عمال الفن وكتب بيان النقابة. ووافق على الاسم والبيان، وتأسست النقابة رسميًا في 11 مارس. وبحلول أول اجتماع سنوي رسمي في 5 ديسمبر 1884، نمت العضوية إلى 56 عضوًا. استندت النقابة إلى نقابات الحرف التجارية في العصور الوسطى، حيث سُمي الأعضاء الإخوة ورئيسها الماجستير. وكان أول ماجستير لها هو النحات جورج بلاكول سيموندز. وفي 1885، كرر والتر كرين مخاوف النقابة أمام الجمعية الفابية.
نظمت النقابة محاضرات وعروضاً توضيحية واجتماعات لتحقيق وحدة الفنون بين أعضائها، بما في ذلك استضافة متحدثين ضيوف مثل لوسيان بيسارو عام 1891.
دُعي السير إدوين لوتينز كضيف لأول مرة عام 1892 وذكر. لم يكن أحد يعرفني آنذاك، والقليلون الذين عرفوني تعاملوا معي بتعالٍ أو ازدراء لكنه انضم لاحقاً وأعجب بحرية الجدال بشغف الطريقة التي يهاجم بها هؤلاء الزملاء بعضهم البعض بحلول 1895، بلغ عدد أعضاء النقابة 195 عضواً وضمت شخصيات مرموقة مثل ويليام موريس . وتوماس غراهام جاكسون. وفي الاجتماع السنوي العام لذلك العام، أعلن الماجستير المنتخب هيوود سمنر للأعضاء بدأت السلطات تدرك أنك إذا أردت رجلاً كفؤاً لمنصب عام مرتبط بالفنون، فإن نقابة عمال الفن هي المكان المناسب لهذا الغرض تأكد هذا التصريح عام 1900 عندما قامت الحكومة بتعيين أعضاء النقابة توماس غراهام جاكسون، ويليام بليك ريتشموند, إدوارد أونسلو فورد، ووالتر كرين في المجلس الاستشاري للفنون، وأعادوا تنظيم الكلية الملكية للفنون وفقاً لمبادئ النقابة. خلال فترة جاكسون كماجستير، كان الأعضاء يتدارسون غرض النقابة. أراد كثيرون -بما فيهم موريس- تحويلها إلى قوة فاعلة وترشيح مستشار لـمجلس مقاطعة لندن لتقديم المشورة حول حماية المباني التاريخية والدفاع عن الحرف اليدوية.لكن جاكسون عارض التدخل السياسي وأعلن أن النقابة يجب ألا تحيد عن الخطوط القديمة التي تقدمت عبرها إلى موقعها الحالي من الفائدة والنجاح قرر جاكسون أن تدريب الجيل القادم من الفنانين أولوية أكبر، فأنشأ نقابة طلاب الفن التي تحولت لاحقاً إلى النقابة الصغرى. لم تحقق النقابة الصغرى نجاحاً كبيراً، وبحلول 1928 أكد الأعضاء أنها أنهت دورها. مع ذلك، كان الماجستيران إتش. إم. فليتشر وبازيل أوليفر من خريجيها. في عام 1902، عند تقاعده من منصب السيد ، أكد جورج فرامبتون على ضرورة انتخاب مرشحين مؤهلين فقط للنقابة، وفي عام 1905 تم تعديل نظام انتخاب الأعضاء. بحلول ذلك الوقت، نما عدد الأعضاء ليصبح 235. كما أوصى فرامبتون بأن تنشئ النقابة صندوقًا خيريًا للأعضاء الذين يعانون من ضائقة مالية، والذي عُرف فيما بعد باسم صندوق النقابة. إلا أن فرامبتون تسبب في جدل عام 1915 عندما دعا إلى إلغاء عضوية كارل كرال، وهو عضو من أصل ألماني، بسبب جنسيته خلال الحرب العالمية الأولى. صوتت النقابة بأغلبية صوت واحد للسماح لكرال بالاحتفاظ بعضويته، فاستقال فرامبتون. كان كرال منزعجًا جدًا من المناقشات التي أدت إلى التصويت لدرجة أنه استقال هو أيضًا وطلب ألا تتصل به النقابة مرة أخرى أبدًا.
خلال الحرب العالمية الثانية، انخفض دخل النقابة بشكل كبير، إلا أنها ظلت قادرة على الوفاء بالتزاماتها المالية تحت الوصاية المتحمسة للأموال من قبل أمين الصندوق الفخري لورانس آرثر تيرنر. في عام 1945، طلبت اللجنة الاستشارية لنصب الحرب التذكارية من النقابة تقديم أفكارها حول نصب الحرب التذكارية، فاستنكرت النقابة النصب التذكارية المنتجة بكميات كبيرة ونصحت بنقوش محفورة مصممة جيدًا على جدران الكنائس يقوم بها حرفيون أفراد.
أنشأت نقابة العمال الفنية العديد من الفروع، بما في ذلك نقابات برمنغهام وليفربول، ونقابة العمال الفنية الشمالية في مانشستر، ونقابة إدنبرة للعمال الفنية ونقابة العمال الفنية الصغرى ، لكن الفرع الأكبر كان جمعية معرض الفنون والحرف. حتى أن نقابة تأسست في فيلادلفيا. بدأت النقابة كمنظمة للرجال فقط، مما دفع مي موريس إلى تأسيس نقابة الفنون للنساء في عام 1907 كبديل للنساء. في عام 1914، سُمح لنقابة النساء باستخدام قاعة الاجتماعات في ساحة كوينز، لكن لم يُسمح لهن بوضع لائحة أسمائهن على الجدران. دارت مناقشات كثيرة بين الأعضاء حول السماح بدخول النساء، حيث كتب هاميلتون تي. سميث إلى آرثر لويلين سميث في عام 1958 قائلاً ،  في التقرير السنوي لعام 1959، ورد أنه تمت مناقشته على نطاق واسع ولكن لم يُطرح للتصويت، حيث شعر الحاضرون أن اقتراحًا ثوريًا كهذا يحتاج إلى مناقشة دقيقة إضافية.  استمرت المناقشات في السنوات التالية، وفي عام 1962 سأل السيد السابق بريان توماس: لم يكن حتى عام 1964 أن وافق الإخوة، في اجتماع خاص، على قبول النساء في النقابة. كانت أول امرأة تنضم هي نقاشة الخشب جوان هاسال التي أصبحت أول سيدة في عام 1972. في عام 1949، دُعي أعضاء نقابة العمال الفنية الصغرى للانضمام إلى النقابة بعد إغلاق منظمتهم.
في عام 1985، أقيم معرض مئوي في متحف ومعرض برايتون للفنون. في مراجعة للمعرض كتبها كولين أمري في مجلة ذا بيرلينجتون، ذكر أمري أن المعرض أظهر أن أعمال أعضاء النقابة الحاليين لم تكن تملك الثقل والجودة اللذين يحملان أملًا في ربيع جديد. 

## مقر النقابة
عقدت النقابة اجتماعاتها في البداية في مساحات مستأجرة. بين عامي 1884 و1888، استخدمت غرف نادي في 6 بال مول بليس في لندن، ومنذ 1888 حتى 1894 استخدمت بارناردز إن في هولبورن، ثم بين 1894 و1914 استخدموا كليفوردز إن. في 1914، كان عقد إيجار كليفوردز إن على وشك الانتهاء، وكانت المنظمة تبحث عن مقر جديد. عرضت مدرسة سنترال للفنون والتصميم سكنًا مؤقتًا بواسطة مجلس مقاطعة لندن، حيث أدار المفاوضات إف. في. بوريدج، مدير الكلية.

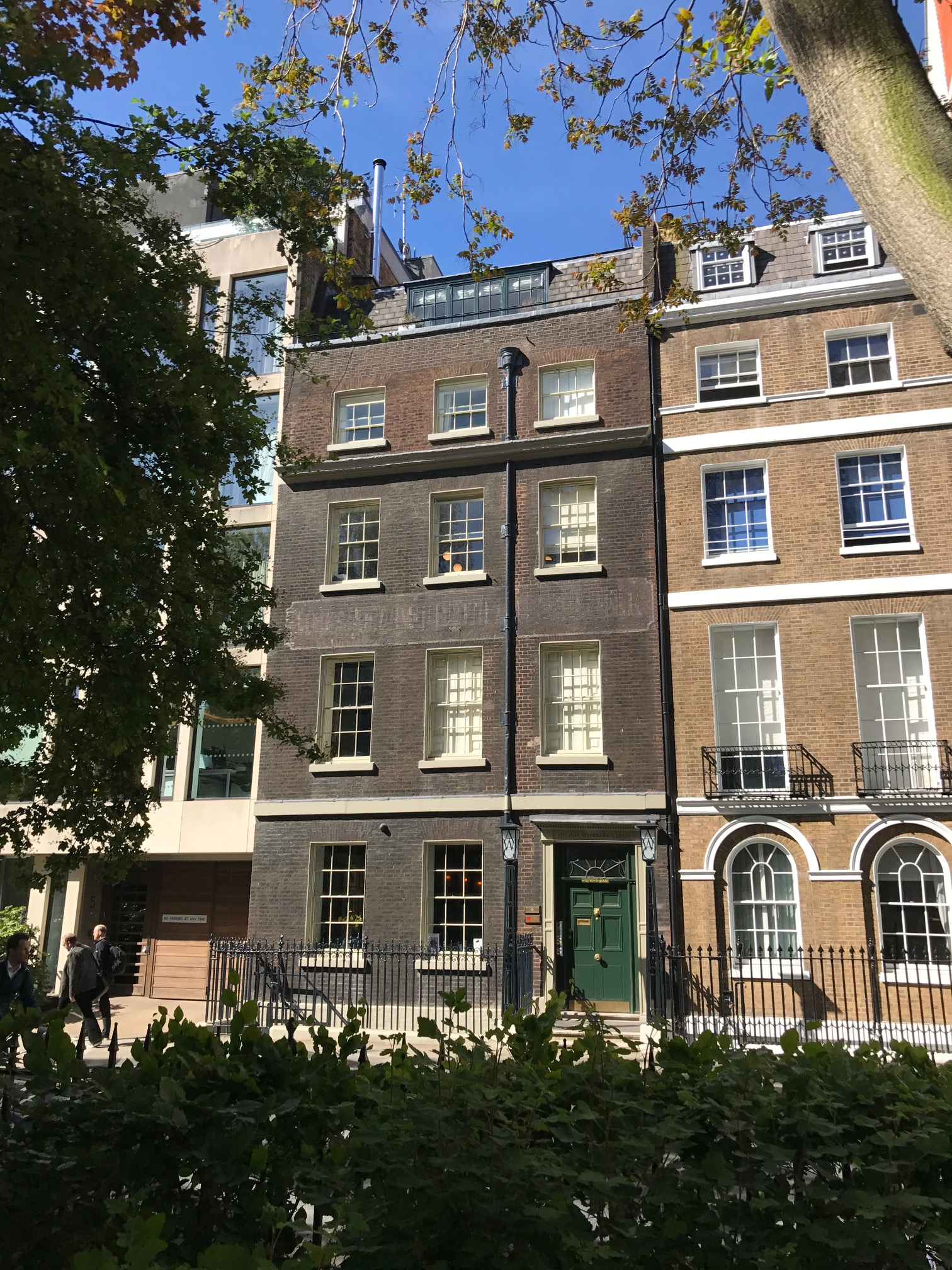
الواجهة الخارجية لنقابة العمال الفنيين

ومع ذلك، كان للمهندسين المعماريين أرنولد دنبار سميث وسيسيل كلود بروير مكتب في الجزء الأمامي من المنزل الجورجي المبكر في 6 كوين سكوير، بلومزبري، وعندما علما أن حق التملك معروض للبيع، شجعا النقابة على شرائه. أعيد بناء الجزء الخلفي من المبنى كقاعة اجتماعات، صممها فرانسيس ويليام تروب وافتتحت في 22 أبريل 1914. في الافتتاح، قال الرئيس هارولد سبيد لإخوانه الزملاء إنه يعلم أنهم سيفتقدون، لكنه شجعهم على الاستمتاع تم تأثيث القاعة بكراسي ذات مقاعد من القش صنعت في هيريفوردشاير بواسطة فيليب كليسيت وأحفاده بين 1888 و1914، وتم نسخها لاحقًا بواسطة إرنست جيمسون وخلفائه. يجلس الرئيس في مقعد صممه ليثابي وعلى طاولة من تصميم بنسون. أسماء جميع الأعضاء حتى عام 2000 مرسومة على إفريز حول جدران القاعة. تستمر قائمة الأسماء الآن في الغرفة الأمامية، تم تحديث المبنى تحت إشراف سيمون هيرست، المهندس المعماري الفخري للنقابة. يحتوي المبنى على صور لكل رئيس منذ 1884. تؤجر النقابة مساحةً لجمعية الجمعية البريطانية لصناع زجاج النوافذ في كوين سكوير. الطابقان العلويان مؤجران كشقة للمصممين بن بينتريث وتشارلي مكورميك.

## التاريخ الحديث والأعضاء البارزون
النقابة اليوم هي جمعية للفنانين والحرفيين والمصممين لهم اهتمام مشترك في التفاعل والتطوير وتوزيع المهارات الإبداعية. يعمل أعضاؤها البالغ عددهم 350 عضوًا بأعلى مستويات التميز في مهنهم، ممثلين أكثر من 60 تخصصًا إبداعيًا. هدفهم الخيري الرئيسي هو دعم الفنون والحرف البصرية بأي طريقة مفيدة للمجتمع. تواصل النقابة برمجة المحاضرات وورش العمل لأعضائها لتعزيز تبادل المعرفة بين عمال الفن في جميع التخصصات. من بين الأعضاء البارزين الحاليين الفنانة تشيلا كوماري بورمان، وجين كوكس، زميلة في جمعية الخزافين الحرفيين ورئيسة لجنة التوعية في نقابة العمال الفنيين التي تدير مشاريع في مؤسسات مختلفة مثل فيكتوريا وألبرت، كورتولد إنستيتيوت، معرض واتس وإمبريال كوليدج لندن وفليور أوتس، صانعة الدانتيل والمطرزة والفنانة المقيمة في قسم الجراحة الوعائية في إمبريال كوليدج. زار النقابة الأمير تشارلز وكاميلا، دوق ودوقة كورنوال في 2015 كجزء من أسبوع لندن للحرف. في 2018، نظمت النقابة معرض صالون المرفوضين، وهو 30 عملاً فنياً لمجموعة الهندسة المعمارية التقليدية التابعة لـريبا التي رفضها جناح الهندسة المعمارية في الأكاديمية الملكية للفنون . في 2023، قدمت النقابة تصاميم من ثمانية من إخوانها لإنشاء تصاميم أولية لدعوات تتويج الملك تشارلز. تم اختيار أندرو جايمسون وطبعت تصميمه الزهري على ورق معاد تدويره.

## رؤساء النقابة السابقون
- 1884–85 جورج بلاكول سيموندز[27][47]
- 1886–87 جون دي سيدينغ[27][48]
- 1888–89 والتر كرين[27][49][50]
- 1890 جون بريت[27][51]
- 1891 السير دبليو. بي. ريتشموند[27][52]
- 1892 ويليام موريس[27][49]
- 1893 جي. تي. ميكلثويت[27][53]
- 1894 هايوود سومر[27][23]
- 1895 إدوارد أونسلو فورد[27][54]
- 1896 السير تي. غراهام جاكسون[27][55]
- 1897 لويس فورمان داي[27][56]
- 1898 توماس ستيرلنغ لي[27][57]
- 1899 السير ميرفين ماكارتني[27][58]
- 1900 سلوين إيماج[27][59]
- 1901 السير فرانك شورت[27][60]
- 1902 السير جورج فرامبتون[27][61]
- 1903 تشارلز هاريسون تاونسند[27][26]
- 1904 السير إيمري ووكر[27][62]
- 1905 السير تشارلز هولرويد[27][63]
- 1906 إدوارد إس. بريور[27][64]
- 1907 ويليام سترانغ[27][65]
- 1908 إف. دبليو. بوميروي[27][66]
- 1909 السير جورج كلاوسن[27][67]
- 1910 هالسي ريكاردو[27][68]
- 1911 دبليو. آر. ليثابي[27][69]
- 1912 سي. دبليو. وال[27][70]
- 1913 إدوارد بريوليو وارين[27][71]
- 1914 توماس أوكي[27][72]
- 1915 إتش. آر. هوب-بينكر[27][73]
- 1916 هارولد سبيد[27][74]
- 1917 هنري ويلسون[27][75]
- 1918 والتر شيرلي، إيرل فيريرز الحادي عشر[27][76]
- 1919 آرثر راكهام[27][77]
- 1920 آر. دبليو. إس. وير (المعروف سابقًا باسم روبرت وير شولتز)[27][78]
- 1921 آر. آنينغ بيل[27][49]
- 1922 لورنس إيه. تورنر[27][79]
- 1923 فرانسيس دبليو. تروب[27][80]
- 1924 سي. إف. آنيسلي فويزي[27][81]
- 1925 جيلبرت بايز[27][82]
- 1926 جون ليغتون[27]
- 1927 السير فرانسيس نيوبولت[27][83]
- 1928 إف. إرنست جاكسون[27][84]
- 1929 سي. آر. آشبي[27][85]
- 1930 هنري مارتينو فليتشر (المعروف أيضًا باسم إتش. إم. فليتشر) [27][86]
- 1931 إدموند جاي. سوليفان[27][87]
- 1932 باسيل أوليفر[27][88]
- 1933 السير إدوين لوتينز[27][89][49]
- 1934 إف. إل. غريغز[27][90]
- 1935 إرنست جي. غيليك[27][91]
- 1936 هاري مورلي[27][92]
- 1937 فريدريك ماريوت[27][93]
- 1938 ريتشارد غاربي[27][94]
- 1939–40 هاملتون تي. سميث[27][95]
- 1941 بيرسي جيه. ديلف سميث[27][96]
- 1942 جورج بارلبي[27][97]
- 1943 السير ألبرت ريتشاردسون[27][98]
- 1944 ويليام هنري أنسيل[27][99]
- 1945 جيمس همفريز هوجان[27][100]
- 1946 سيسيل توماس[27][101]
- 1947 ستيفن جيه. بي. ستانتون[27][102]
- 1948 إيريك هيسكيث هوبارد[27][103]
- 1949 تي. إيه. دارسي براديل[27]
- 1950 ليونارد ووكر[27][104]
- 1951 سيريل كينيث بيرد (المعروف أيضًا باسم فوغاس)[27][105]
- 1952 جيرالد كوب[27]
- 1953 دبليو. غودفري ألين[27]
- 1954 ويليام واشنطن[27]
- 1955 ريجينالد روبرت توملينسون[27][106]
- 1956 دونالد إتش. مكموران[27][107]
- 1957 براين دي. إل. توماس[27][108]
- 1958 لورنس برادشو[27][109]
- 1959 هنري ميد[27][110]
- 1960 ستيوارت تريسيليان[27][111]
- 1961 سيدني إم. كوكريل[27][112]
- 1962 السير غوردون راسل[27][113]
- 1963 ميلنر غراي[27][114]
- 1964 آرثر لويلين سميث[27][115]
- 1965 ويليام جيه. ويلسون[27][116]
- 1966 ويليام إف. هوارد[27]
- 1967 جون براندون جونز[27]
- 1968 تشارلز هوتون[27][117]
- 1969 فريدريك بنثام[27]
- 1970 بروس ألسب[27]
- 1971 بول إدوارد باجيت[27]
- 1972 جوان هاسال[27]
- 1973 ديفيد بيس[27][70]
- 1974 رودني تاتشيل[27][70]
- 1975 دينيس فلاندرز[27][118]
- 1976 رودريك إنثوفن[27][70]
- 1977 آرثر بولتيتيود[27][119]
- 1978 شون كرامبتون[27][120]
- 1979 القس غوردون تايلور[27]
- 1980 جون بيتر فوستر[27][121][122]
- 1981 فيليب بنثام[27]
- 1982 مارغريت ماكسويل[27][123]
- 1983 جون آر. بيغز[27][124]
- 1984 السير بيتر شيبرد[27][125]
- 1985 جون سكيلتون[27][126]
- 1986 بادي (باتريشيا) كيرزون-برايس[27]
- 1987 رودريك غرادج[27][127]
- 1988 كارل دولمتش[27][128]
- 1989 رودريك هام[27][129]
- 1990 جون لورانس[27][130]
- 1991 أنتوني بالانتاين[27]
- 1992 كينيث باد[27]
- 1993 مارث أرميتاج[27]
- 1994 روبن وايات[27]
- 1995 ريتشارد غراسبي[27]
- 1996 غلاين بويد هارت[27][131]
- 1997 جوزفين هاريس[27][132][133]
- 1998 بيتون سكيبويث[27][49]
- 1999 إيان أرشي بيك[27][134]
- 2000 دونالد بوتريس[27]
- 2001 زاكاري تايلور[27]
- 2002 إدوارد غرينفيلد[27][135]
- 2003 كريستوفر بولتر[27]
- 2004 سالي بوليتزر[27]
- 2005 ديك ريد[27][136]
- 2006 ستيفن غوتليب[27]
- 2007 أشتون غورتون[27]
- 2008 براين ويب[27][137]
- 2009 أليسون جينسن[27]
- 2010 صوفي ماكارثي[27]
- 2011 السير إدموند فيرفاكس لوسي[27][138]
- 2012 جورج هاردي[27][139]
- 2013 جوليان بيكنل[27]
- 2014 برو كوبر[27]
- 2015 أنتوني باين[27]
- 2016 ديفيد بيرش[27]
- 2017 فيل آبل[27]
- 2018 جين كوكس[42]
- 2019 آن ثورن[140]
- 2020-21 ألان باورز[141]
- 2021-22 تريسي شيبرد[142][143]
- 2023 فريد باير[144]
- 2024 روب رايان[145]
- 2025 سيمون سميث [27]

## روابط خارجية
"Art Workers Guild". Official website of the Guild. مؤرشف من الأصل في 2005-10-24. اطلع عليه بتاريخ 2005-10-17.
Gavin Stamp. "A Hundred Years of the Art Workers Guild" (PDF). مؤرشف من الأصل (PDF) في 2023-04-23. اطلع عليه بتاريخ 2013-03-10.
The Guild Constitution
Artworkers’ Guild History